# Selva de Vanuatu
La selva de Vanuatu es una ecorregión terrestre que incluye las islas de Vanuatu, así como el grupo de las Islas Santa Cruz del grupo de islas vecinas de las Islas Salomón. Es parte de la ecozona australiana, la cual incluye a la vecina Nueva Caledonia y las Islas Salomón, así como Australia, Guinea Nueva, y Nueva Zelanda. La selva de Vanuatu es una ecorregión de bosque lluvioso tropical y subtropical, también conocida como selva tropical o pluvisilva.